# کانتیونال

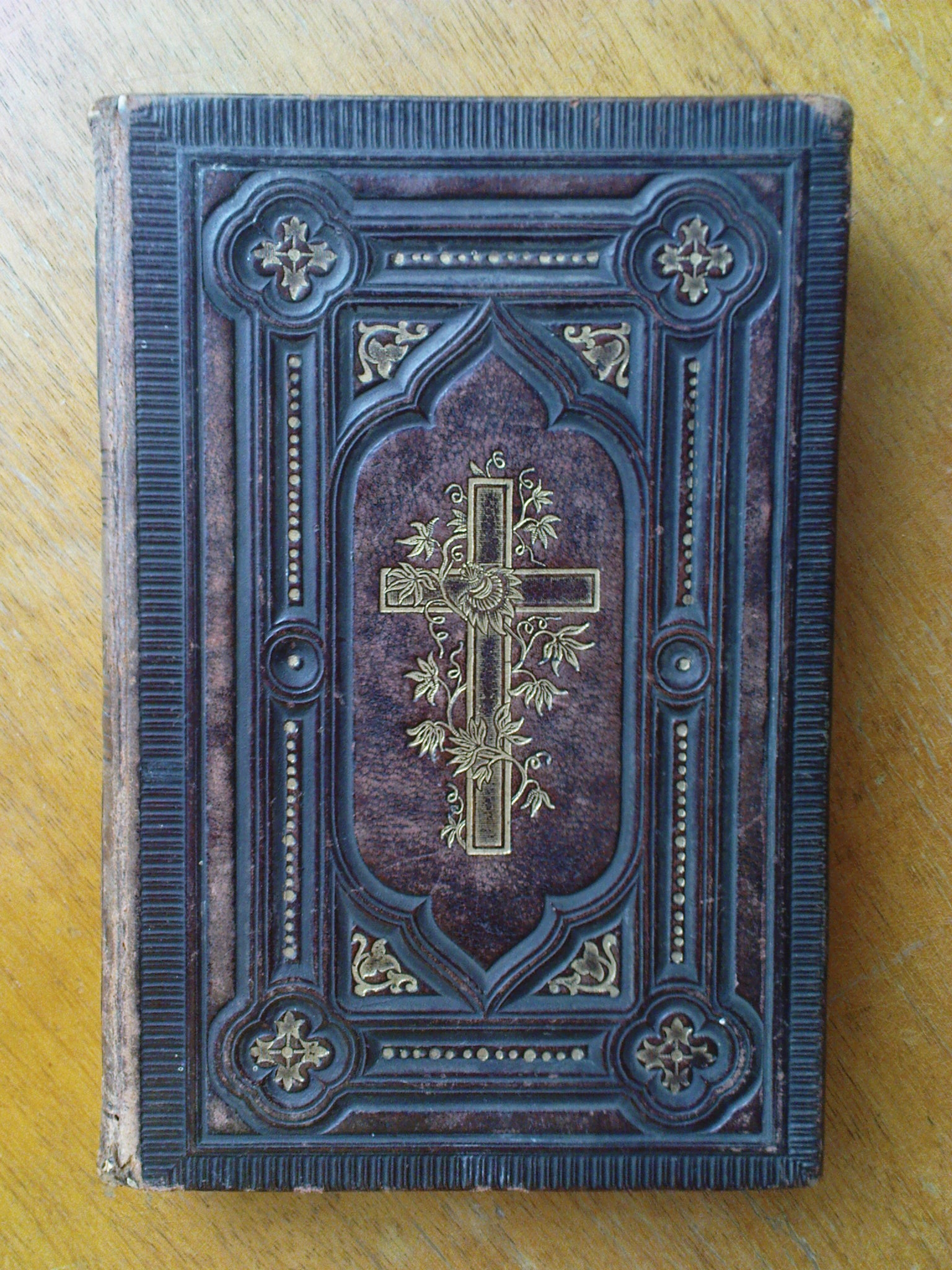
جلد یک کتابچهٔ کانتیونال چکی (۱۹۰۲)

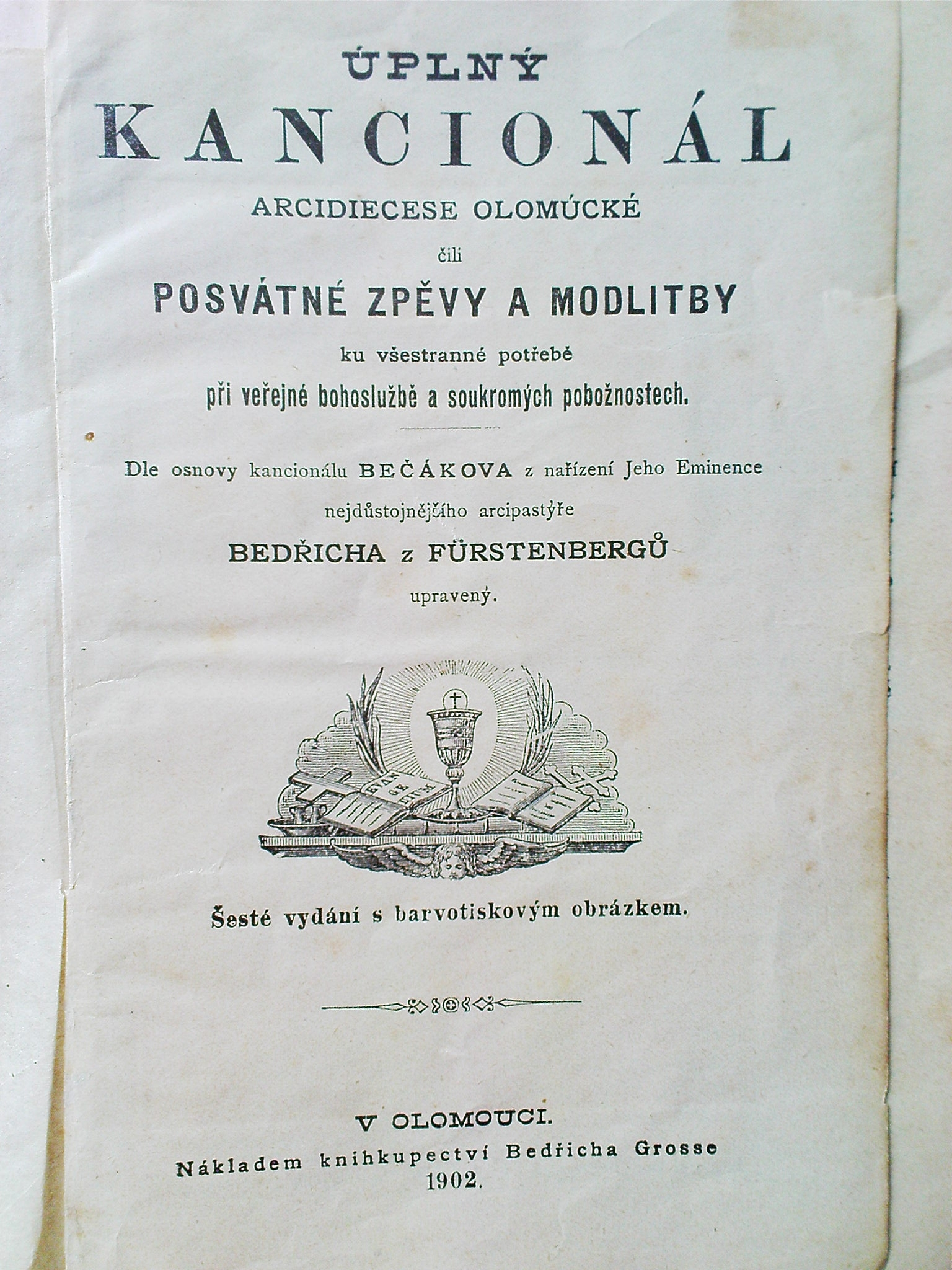
نسخهٔ کامل سرودهای روحانی اسقف‌نشین اولوموتس، یا سرودهای مذهبی مقدس و دفترچه دُعا برای استفاده عمومی در عبادتگاه‌های عمومی یا عبادت خصوصی افراد (کانتیونال چاپ‌شده در پادشاهی بوهم، ۱۹۰۲)

کانتیونال (به آلمانی: Kantional یا Cantional) یا کانتیوناله (به لاتین: Cantionale؛ ‏برگرفته از واژهٔ لاتین cantio به معنای آهنگ) اصطلاحی در موسیقی است که در معنای ثابتی استفاده نمی‌شود و به عنوان مثال در مورد مجموعه‌های قرون وسطایی از آهنگ‌های لاتین و بومی، عمدتاً به ترانه‌های روحانی و مقدس اشاره دارد. در مناطق پروتستان‌نشینِ چک و اسلواکی، کانتیونال مترادف با کتاب سرودهای روحانی است. در آلمان نیز، این واژه گهگاه به معنای مشابهی به کار می‌رفت، اما بیشتر به یک متن و کتاب موسیقی برای آواز ساده کلیسایی چند صدایی بدون همراهی ساز اشاره می‌کرد. این ژانر در قرن شانزدهم در کشورهای تابع کلیسای لوتری آلمان پدیدار شد و گروه‌های کر و مکاتب اولیهٔ رپرتوار را برای سرودهای عبادی و برنامه‌های موسیقی مذهبی کلیسا فراهم آورد.
علاوه بر بخش‌هایی از نیایش‌سرایی لاتین، کانتیونال‌ها بیشتر شامل سرودهای مذهبی آلمانی در دوران باروک و اصلاحات پروتستانی و عمدتاً به‌صورت موومان‌های چهار قسمتی هم‌صدا با ملودی سوپرانو بودند. به این شکل از تنظیم، که به درک بهتر متن کمک می‌کرد و در برخی موارد، اجازهٔ همخوانی جمعی مردم را در گردهمایی مذهبی می‌داد، «جمله کانتونال» می‌گویند. بیشتر موومان‌های کانتیونال که تا به امروز اجرا می‌شوند، آثار میشائل پرتوریوس، ملشیور ولپیوس، یوهان هرمان شاین و یوهان کروگر هستند.